# Eremophila viscida
Eremophila viscida là một loài thực vật có hoa trong họ Huyền sâm. Loài này được Endl. mô tả khoa học đầu tiên năm 1838.